# 麦克默里反应

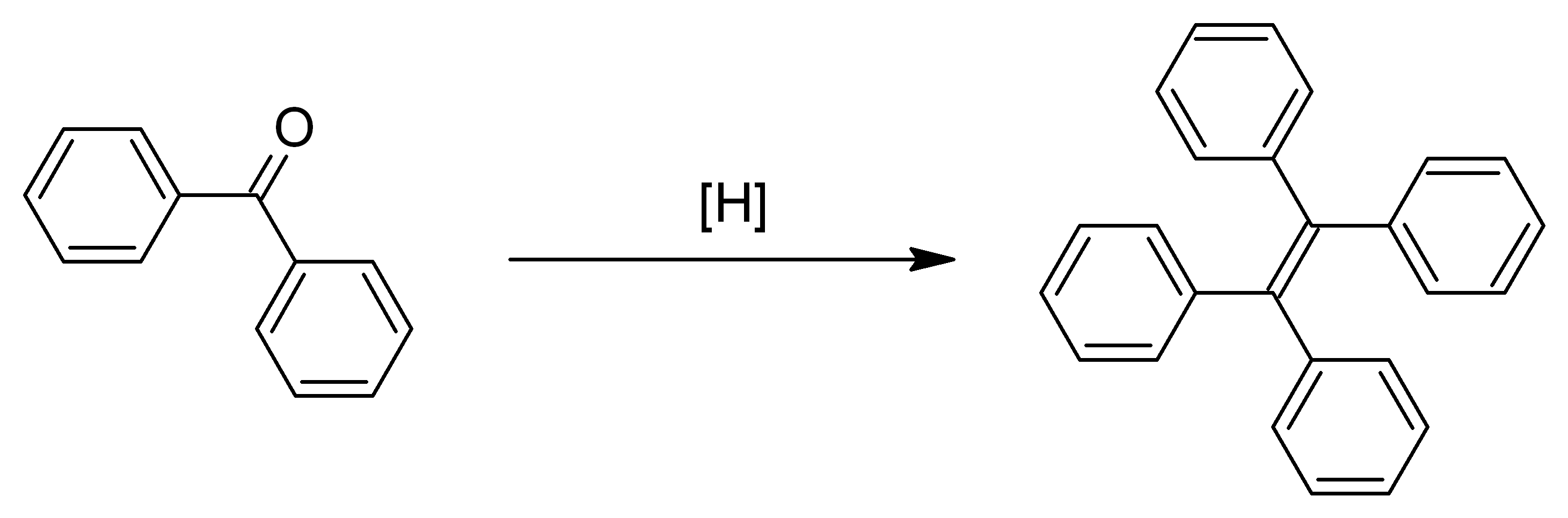
二苯基甲酮的McMurry反应

McMurry反应（麦克默里反应）是一个两分子酮或醛在钛氯化物（如三氯化钛）和还原剂的作用下偶联成为烯烃的有机反应。此反应名字取自发现者之一的John E. McMurry。最初的McMurry反应需要使用TiCl3和LiAlH4的混合物来产生低价钛试剂，不过现在已经开发出了多种用TiCl3或TiCl4和还原剂（如钾、锌、镁等）来制取的方法。该反应中涉及到的频哪醇偶联反应也进行了羰基化合物的还原偶联。

## 反应机理
此还原偶联可以被看作有两个步骤。第一步生成频哪醇（1,2-二醇），是一个频哪醇偶联反应。第二个步骤是频哪醇脱氧生成烯烃，这一步是利用了钛的还原性。

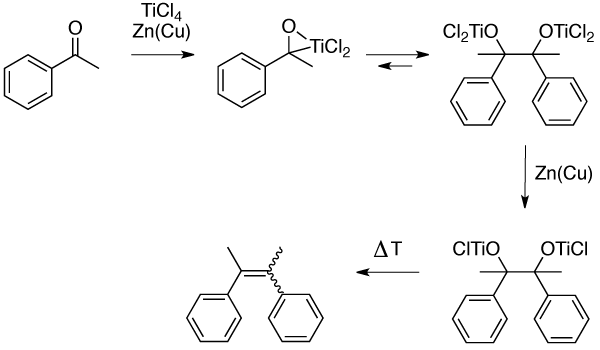
四氯化钛和锌铜偶作用于二苯甲酮偶联的较合理的机理。
注意在不同条件下反应机理可能不同。

此反应的的若干机理都进行过讨论。低价钛通过将单电子转移至羰基诱导羰基进行偶联。此处低价钛试剂通常用锌粉还原制得。此反应通常在四氢呋喃中进行，因为它可以增加中间体配合物的溶解度，有利于电子转移的步骤，且在该环境中反应活性不会降低。所形成的低价钛的性质在不同条件下有所不同，这是由于作为前体的钛卤化物配合物的还原产物自然会取决于溶剂（通常是THF或DMF）和所用的还原剂：一般是氢化铝锂、锌铜偶、锌粉、镁汞齐、镁或碱金属。  Borislav Bogdanovic和Andreas Bolte在一些经典的McMurry体系中确定了活性中间体的性质和形成机理，且对所提出的机理的概述也已出版。值得注意的是二氧化钛一般不是该偶联反应的产物。尽管在事实上二氧化钛是这些反应的最终产物，但它通常是在对反应液的后处理中形成的。

## 背景和范围
向山光昭的原本发表的论文中有用还原的钛试剂对酮进行还原偶联的示例。McMurry和Fleming使用三氯化钛和氢化铝锂偶联视黄醛得到胡萝卜素。类似地可以制备其他对称的烯烃，例如由金刚烷酮制备灵猫酮（civetone）以及由二苯甲酮制备四苯基乙烯。第一代分子马达的合成就是使用了用四氯化钛和锌做还原剂的McMurry反应。

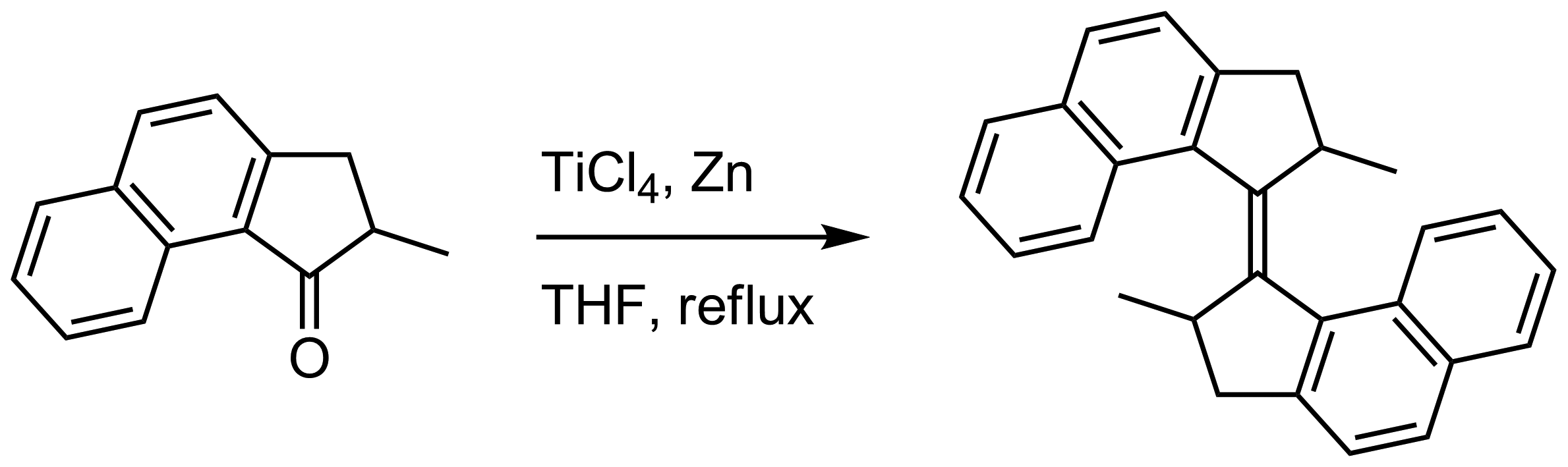
合成分子马达的McMurry偶联

再举个例子，Nicolaou紫杉醇的全合成就利用了该反应，虽然偶联在形成顺式二醇而不是烯烃后停止。经过优化的步骤是使用TiCl3的乙二醇二甲醚配合物和锌铜偶的组合。